# Rugby Football League Championship
La Rugby Football League Championship fue la máxima competición de rugby league de Europa.
Entre 1895 y 1996 la competición fue la primera división del sistema de ligas de Inglaterra, fecha en la que fue reemplazada por la Super League.

## Historia
El torneo fue fundado el 27 de agosto de 1895, luego de una reunion en donde los clubes del norte de Inglaterra decidieron escindirse de la Rugby Football Union debido a diferencias irreconciliables con esta, principalmente referente al sueldo de los jugadores, es así como nace la Northern Union, iniciando su primer campeonato con 22 clubes rebeldes.
Durante los primeros años el torneo fue parte de los torneos disputados en los condados de Lancashire y Yorkshire, y al final de las respectivas temporadas se confeccionaba una tabla general, y los mejores equipos por porcentajes de victorias clasificaban a las semifinales nacionales.
Durante los periodos de Guerras Mundiales el torneo se disputó de manera no oficial, no declarándose un campeón nacional, disputándose el campeonato con el fin de mantener el deporte e impulsar la moral del público.
En 1996, debido a la Guerra de la Super League, los clubes formaron la Super League, con la finalidad de aumentar los recursos económicos, principalmente aumentando los recursos obtenidos en la transmisión de los encuentros.

## Temporadas
- Para los campeonatos desde la temporada 1996 a la fecha véase Super League.[2]

| Edición | Edición | Campeón                |
| ------- | ------- | ---------------------- |
| 1       | 1895-96 | Manningham FC          |
| 2       | 1897-98 | Sin campeón nacional   |
| 3       | 1897-98 | Sin campeón nacional   |
| 4       | 1898-99 | Sin campeón nacional   |
| 5       | 1899-00 | Sin campeón nacional   |
| 6       | 1900-01 | Sin campeón nacional   |
| 7       | 1901-02 | Broughton Rangers      |
| 8       | 1902-03 | Halifax RLFC           |
| 9       | 1903-04 | Bradford Park Avenue   |
| 10      | 1904-05 | Oldham RLFC            |
| 11      | 1905-06 | Leigh Centurions       |
| 12      | 1906-07 | Halifax RLFC           |
| 13      | 1907-08 | Hunslet FC             |
| 14      | 1908-09 | Wigan Warriors         |
| 15      | 1909-10 | Oldham RLFC            |
| 16      | 1910-11 | Oldham RLFC            |
| 17      | 1911-12 | Huddersfield Giants    |
| 18      | 1912-13 | Huddersfield Giants    |
| 19      | 1913-14 | Salford Red Devils     |
| 20      | 1914-15 | Huddersfield Giants    |
| 21      | 1915-16 | No otorgado por la WW1 |
| 22      | 1916-17 | No otorgado por la WW1 |
| 23      | 1917-18 | No otorgado por la WW1 |
| 24      | 1918-19 | No otorgado por la WW1 |
| 25      | 1919-20 | Hull FC                |
| 26      | 1920-21 | Hull FC                |
| 27      | 1921-22 | Wigan Warriors         |
| 28      | 1922-23 | Hull Kingston Rovers   |
| 29      | 1923-24 | Batley Bulldogs        |
| 30      | 1924-25 | Hull Kingston Rovers   |
| 31      | 1925-26 | Wigan Warriors         |
| 32      | 1926-27 | Swinton Lions          |
| 33      | 1927-28 | Swinton Lions          |
| 34      | 1928-29 | Huddersfield Giants    |

| Edición | Edición | Campeón                |
| ------- | ------- | ---------------------- |
| 35      | 1929-30 | Huddersfield Giants    |
| 36      | 1930-31 | Swinton Lions          |
| 37      | 1931-32 | St Helens RFC          |
| 38      | 1932-33 | Salford Red Devils     |
| 39      | 1933-34 | Wigan Warriors         |
| 40      | 1934-35 | Swinton Lions          |
| 41      | 1935-36 | Hull FC                |
| 42      | 1936-37 | Salford Red Devils     |
| 43      | 1937-38 | Hunslet FC             |
| 44      | 1938-39 | Salford Red Devils     |
| 45      | 1939-40 | No otorgado por la WW2 |
| 46      | 1940-41 | No otorgado por la WW2 |
| 47      | 1941-42 | No otorgado por la WW2 |
| 48      | 1942-43 | No otorgado por la WW2 |
| 49      | 1943-44 | No otorgado por la WW2 |
| 50      | 1944-45 | No otorgado por la WW2 |
| 51      | 1945-46 | Wigan Warriors         |
| 52      | 1946-47 | Wigan Warriors         |
| 53      | 1947-48 | Warrington Wolves      |
| 54      | 1948-49 | Huddersfield Giants    |
| 55      | 1949-50 | Wigan Warriors         |
| 56      | 1950-51 | Workington Town        |
| 57      | 1951-52 | Wigan Warriors         |
| 58      | 1952-53 | St Helens RFC          |
| 59      | 1953-54 | Warrington Wolves      |
| 60      | 1954-55 | Warrington Wolves      |
| 61      | 1955-56 | Hull FC                |
| 62      | 1956-57 | St Helens RFC          |
| 63      | 1957-58 | Hull FC                |
| 64      | 1958-59 | St Helens RFC          |
| 65      | 1959-60 | Wigan Warriors         |
| 66      | 1960-61 | Leeds Rhinos           |
| 67      | 1961-62 | Huddersfield Giants    |
| 68      | 1962-63 | Swinton Lions          |

| Edición | Edición | Campeón              |
| ------- | ------- | -------------------- |
| 69      | 1963-64 | Swinton Lions        |
| 70      | 1964-65 | Halifax RLFC         |
| 71      | 1965-66 | St Helens RFC        |
| 72      | 1966-67 | Wakefield Trinity    |
| 73      | 1967-68 | Wakefield Trinity    |
| 74      | 1968-69 | Leeds Rhinos         |
| 75      | 1969-70 | St Helens RFC        |
| 76      | 1970-71 | St Helens RFC        |
| 77      | 1971-72 | Leeds Rhinos         |
| 78      | 1972-73 | Dewsbury Rams        |
| 79      | 1973-74 | Salford Red Devils   |
| 80      | 1974-75 | St Helens RFC        |
| 81      | 1975-76 | Salford Red Devils   |
| 82      | 1976-77 | Featherstone Rovers  |
| 83      | 1977-78 | Widnes Vikings       |
| 84      | 1978-79 | Hull Kingston Rovers |
| 85      | 1979-80 | Bradford Bulls       |
| 86      | 1980-81 | Bradford Bulls       |
| 87      | 1981-82 | Leigh Centurions     |
| 88      | 1982-83 | Hull FC              |
| 89      | 1983-84 | Hull Kingston Rovers |
| 90      | 1984-85 | Hull Kingston Rovers |
| 91      | 1985-86 | Halifax RLFC         |
| 92      | 1986-87 | Wigan Warriors       |
| 93      | 1987-88 | Widnes Vikings       |
| 94      | 1988-89 | Widnes Vikings       |
| 95      | 1989-90 | Wigan Warriors       |
| 96      | 1990-91 | Wigan Warriors       |
| 97      | 1991-92 | Wigan Warriors       |
| 98      | 1992-93 | Wigan Warriors       |
| 99      | 1993-94 | Wigan Warriors       |
| 100     | 1994-95 | Wigan Warriors       |
| 101     | 1995-96 | Wigan Warriors       |

## Historial
|    | Equipo               | Campeón | Temporadas campeonatos |
| -- | -------------------- | ------- | --- |
| 1  | Wigan                | 17      | 1908/09, 1921/22, 1925/26, 1933/34, 1945/46, 1946/47, 1949/50, 1951/52, 1959/60, 1986/87, 1989/90, 1990/91, 1991/92, 1992/93, 1993/94, 1994/95, 1995/96 |
| 2  | St. Helens           | 7       | 1931/32, 1952/53, 1958/59, 1965/66, 1969/70, 1970/71, 1974/75                                                                                           |
| 3  | Huddersfield         | 7       | 1911/12, 1912/13, 1914/15, 1928/29, 1929/30, 1948/49, 1961/62                                                                                           |
| 4  | Salford              | 6       | 1913/14, 1932/33, 1936/37, 1938/39, 1973/74, 1975/76 |
| 5  | Hull FC              | 6       | 1919/20, 1920/21, 1935/36, 1955/56, 1957/58, 1982/83 |
| 6  | Swinton              | 6       | 1926/27, 1927/28, 1930/31, 1934/35, 1962/63, 1963/64 |
| 7  | Hull Kingston Rovers | 5       | 1922/23, 1924/25, 1978/79, 1983/84, 1984/85 |
| 8  | Oldham               | 4       | 1904/05, 1909/10, 1910/11, 1956/57 |
| 9  | Halifax              | 4       | 1902/03, 1906/07, 1964/65, 1985/86 |
| 10 | Warrington           | 3       | 1947/48, 1953/54, 1954/55 |
| 11 | Widnes               | 3       | 1977/78, 1987/88, 1988/89 |
| 12 | Leeds                | 3       | 1960/61, 1968/69, 1971/72 |
| 13 | Hunslet              | 2       | 1907/08, 1937/38 |
| 14 | Bradford             | 2       | 1979/80, 1980/81 |
| 15 | Wakefield Trinity    | 2       | 1966/67, 1967/68 |
| 16 | Leigh                | 2       | 1905/06, 1981/82 |
| 17 | Featherstone Rovers  | 1       | 1976/77 |
| 18 | Bradford Park Avenue | 1       | 1903/04 |
| 19 | Workington Town      | 1       | 1950/51 |
| 20 | Dewsbury Rams        | 1       | 1972/73 |
| 21 | Manningham FC        | 1       | 1895/96 |
| 22 | Broughton Rangers    | 1       | 1901/02 |
| 23 | Batley Bulldogs      | 1       | 1923/24 |